# Bentarique (kommun)
Bentarique är en kommun i Spanien.   Den ligger i provinsen Provincia de Almería och regionen Andalusien, i den södra delen av landet, 400 km söder om huvudstaden Madrid. Antalet invånare är 278. Arean är 11,0 kvadratkilometer. Bentarique gränsar till Alsodux, Illar, Santa Cruz de Marchena, Terque och Huécija. 
Terrängen i Bentarique är kuperad åt nordost, men åt sydväst är den platt.